# 천년의 문
천년의 문(千年의 門, The Millennium Gate)은 2000년 당시 새천년(Millenium)과 2002년 FIFA 월드컵을 계기로 대한민국 서울특별시 마포구 상암동 한강변에 세우려던 세계 최초 초대형 고리 건축물이다.

## 천년의 문 설계 국제공모전
이어령 새천년준비위원회 위원장이 기획하고, 웅진재단 이사장인 문화관광부 차관 신현웅이 주도한 천년의 문 설계 국제공모전은 김대중 정부 시절의 국가 상징물 프로젝트였다. 1999년 10월, 여러 유명 건축가들과 백남준 등 예술가들에게서 36개의 설계안이 접수되었다. 그 다음 해인 2000년 2월, 한국 건축계의 대표하는 심사위원 9인(강석원, 고주석, 김진균, 오휘영, 유완, 이우진, 장석웅, 지순, 한도룡)이 경희대 건축학과 교수 이은석과 오퍼스 건축사사무소(우대성, 김광우, 이계순, 조성기, 김형종)의 공동 제안작을 만장일치로 선택했다. 이 작품은 서울의 랜드마크로서의 가능성과 우수성을 인정받았다. 나아가 장석웅 심사위원장은 "(당선작은) 천년의 문으로서의 상징성, 역사성, 정체성을 잘 드러냈다"고 밝혔다.
당선된 천년의 문 설계안은 열린 문(Gate)을 상징하는 원형의 고리(Ring)로, 지름 200m의 세계 최초의 관람차(Ferris Wheel), 전망대(Observation Deck), 공연장(Concert Hall), 그리고 전시장(Gallery)이 하나로 융합된 건축물이었다. 이 건축물은 2002년 한일 월드컵대회가 개최되는 상암동 난지도의 '평화의 공원' 내 약 10만 평의 부지에 완성되어, 서울월드컵경기장과 함께 세계적인 관광지로 활용될 계획이었다.

### 천년의 문 설계 공동당선자

#### 이은석교수
이은석은 홍익대학교 건축학과를 졸업하고 프랑스의 국립 파리 벨빌 건축대학에서 학위를 받은 프랑스 공인 건축사(Architecte DPLG)이다. 또한, 국립 파리 제1대학 소르본 대학교에서 예술사학 박사학위를 획득했다. 현재는 경희대학교 건축학과에서 교수직을 맡고 있으며, 한국건축설계학회 회장, 세종시 총괄 건축심의위원, 대한민국건축사(KIRA) 자격시험 심사위원 등을 역임하였다. 1995년에는 미국 로스앤젤레스에서 개최된 재미한인문화원 국제 설계 공모전(International Design Competition KOMA)에서 참가했다. 리처드 마이어, 마이클 그레이브스, 김종성이 심사위원을 맡았던 이 경연에서 68개국 475개 팀이 참가한 가운데 한국인 최초로 1등을 차지하여 국내외 건축계에 그의 이름을 알렸다. 그는 코마건축의 대표 건축가이며, 한국건축가협회 작품상, 한국건축설계학회 대상, 교회건축 대상, 서울시, 부산시, 대구시, 경기도 건축상, Architecture Master Prize, Architizer A+ Award 등 국내외에서 다수의 건축상을 받았다.

#### 오퍼스 건축사무소
오퍼스 건축사무소의 우대성, 김광우, 이계순, 조성기, 김형종이 함께 당선했다. 건축가 조성기는 홍익대학교 및 해당 대학원을 마친 후 창조건축에서 '서울대학교 경영연구관', '서울예술대학 안산캠퍼스', 'LG상록원 프로젝트' 등의 프로젝트를 수행하였다. 그는 대한민국 건축대전 초대작가로서, 교회 건축과 주상복합 등의 복합 기능을 갖춘 프로젝트에 특히 관심을 가지고 있다. 반면에, 건축가 우대성은 홍익대학교 및 동일 대학원을 졸업한 후 해군 시설장교, 한국건축가협회, 99건축문화의해 조직위원회에서 활동하였다. '도시기념비적 건축의 특성연구'를 주제로 박사학위를 취득하였으며, 근대건축 보존 단체인 도코모모코리아에서 활동했다. 한편, 건축가 김형종은 동국대학교를 졸업한 후 건축연구소 탑에서 실무 경험을 쌓았고, 홍익대학교 대학원을 졸업한 이후에는 장건축과 창조건축에서 '강촌스키리조트', '연세대학교 상남경영관', '전주리베라 호텔' 등의 설계 작업을 진행하였다.

### 천년의 문 국내소개
천년의 문은 파리의 에펠탑과 뉴욕의 자유의 여신상처럼 서울을 대표할 랜드마크로 국내언론에서 소개되었다 (천년의 문 홍보 동영상 보관됨 2023-04-03 - 웨이백 머신).
2000년 2월 16일, KBS뉴스는 상암동 평화의 공원에 세워질 천년의 문 설계 국제공모전 당선작을 보도했다.
2000년 12월 4일, MBC뉴스는 상암동 올림픽 주경기장 인근 한강변에 건립 예정인 '천년의 문', 즉 '서울의 고리'의 컴퓨터 시뮬레이션 이미지를 보여줬다. 이 건물은 철골로 지어지며, 직경 200m의 360도 원형 구조로 세계에서 유일한 형태를 자랑한다고 했다. 이 원형 구조는 생성과 비움, 순환과 완결, 그리고 통일을 열망하는 우리 국민의 바람을 상징한다고 전했다. 유리로 마감될 예정인 '서울의 고리' 내부에는 4대의 곤돌라와 2000개의 계단이 설치될 계획이고, 정상에서 바라보는 서울의 풍경, 서해의 아름다운 일몰, 그리고 맑은 날에는 개성까지 볼 수 있을 것이라고 설명했다. 이선재 기자는 "김포나 인천 신공항에서 들어오는 외국인들은 지금 제 뒤로 보이는 방화대교의 우아한 아치와 함께 보이게 될 서울의 고리로써 한국을 신비스럽게 첫대면하고 돌아가는 길에 다시 한번 동그라미의 이미지로써 서울을 기억하게 될 것입니다"라고 천년의 문을 소개하였다.
2000년 12월 5일, KBS뉴스는 천년의 문 모형이 공개됐다며 2000년 3월 착공될 천년의 문은 총 12,000평의 부지에 위치하며, 직경 200m, 두께 18m의 원형 구조를 가지고 있다고 설명했다. 이 공간에는 전망대뿐만 아니라 현대사 박물관, 사이버 역사관 등 다양한 시설이 함께 들어갈 예정이라고 덧붙였다.

### 천년의 문 해외소개
천년의 문은 국제 건축계의 주목을 받아 세계적인 건축저널의 찬사도 받았다. 2000년 10월에는 프랑스의 d'A 잡지와 2001년에 일본의 a+u Magazine에서 천년의 문에 대해 다루었다. 특별히, 이 건축물은 슈퍼스케일(Super Scale) 개념을 도입한 점에서 큰 주목을 받았다. 반만년의 대한민국 역사를 대표하는 기념물로서의 위엄을 지니고, 월드컵이라는 국제 스포츠 행사와 함께 건설되면서, 전세계 20억 이상의 시청자와 방문객에게 평화의 공원 중심 시설로서 세계 주요 도시의 건축물을 능가하는 규모와 의미를 지니게 된다는 점을 평가 받았다. 또한, 메가폴리스인 서울에서 중요한 명소가 되어 엄청난 파급효과를 가져올 것으로 예상되었으며, 주변의 한강, 월드컵 주경기장, 난지도, 성산대교, 수많은 아파트 단지 등과 같은 대규모 환경을 극복할 수 있는 규모의 건축물로 평가되었다.

### 천년의 문구조설계와풍동실험
거대한 얇은 고리 건축물은 세계에서 유일한 것이었지만 구조적으로 건설 난이도가 높았다. 이 때문에 신현웅 차관은 세계적인 구조 설계 및 풍동 실험 회사와 함께 작업하도록 당선된 설계자에게 요구했다. 또한, 관련 부처 장관들의 회의에서는 천년의 문 건축에 들어갈 예산을 300억원에서 550억원으로 증가시키기로 결정했다. 설계안은 캐나다의 RWDI 풍동실험에서 세 차례에 걸쳐 실패했지만, 시드니 오페라하우스의 구조 문제를 해결했던 영국의 구조 설계 회사 에이럽 그룹에서 해법을 찾았다. 이후 10개월 동안의 노력 끝에 100년마다 일어나는 지진, 바람, 홍수 등에도 견딜 수 있는 구조 설계를 완성했다.

### 천년의 문 사업중단
새로 임명된 문화관광부 장관 김한길은 2001년 3월 28일에 천년의 문 건설 프로젝트를 더 이상 진행하지 않기로 결정했다고 발표했다. 그는 '재원의 확보 가능성, 현재의 경제 상황, 건설 기간, 그리고 국민의 의견을 종합적으로 고려했을 때'라고 설명했다. 김장관은 총 예산이 원래의 300억원에서 550억원으로 대폭 증가했지만, 이미 확보된 국고(85억원)를 제외하고는 민간자금 확보가 불확실하며, 풍동 실험 결과로 인한 안전 문제와 설계 수정으로 원래의 형태가 변경되었다고 천년의 문 프로젝트 중단의 배경을 설명했다.
이은석 교수는 2001년 4월 5일 조선일보에서 발표된 프로젝트 중단 소식을 마무리 작업을 하다가 신문을 통해 알게 되었다고 밝혔다. 그는 "안정성과 형태 변형 등의 문제는 이미 해결되었으므로 프로젝트가 중단될 것이라는 생각은 전혀 하지 못했다"며 "중단 결정이 발표된 5일 후에야 공식적으로 중단 통보를 받았다"고 전했다. 그는 또한 "천년의 문은 건축계 전체의 참여가 가능하며, 권위 있는 심사위원들이 참여하는 공정한 절차를 통해 선정된 것"이라며, "1년 이상 진행해 온 국가적인 프로젝트를 갑작스럽게 중단시킨 것은 전혀 이해할 수 없다"고 덧붙였다.
당시 정부는 프로젝트를 갑작스럽게 취소하면서, 국내외 5개 회사에게 진행된 80%의 실시설계비용인 9억원을 지급하지 않았다. 또한, 프로젝트를 주도했던 재단을 해체하고 48억원의 교부금도 강제로 회수했다. 2007년에 대법원은 '천년의 문 재단'이 8억 8000만원의 용역비와 10억원 이상의 이자를 설계자에게 배상해야 한다는 판결을 내렸다. 그러나 배상해야 할 재단은 문화체육관광부가 국고보조금 잔액을 회수해 배상능력이 없다고 주장했고, 문화체육관광부는 재판의 양당사자가 해결해야 한다는 입장을 유지했다. 그 후에는 '배상책임은 문화체육관광부에 있지만, 국가재정법상 소멸시효(5년)가 완성되어 지급할 수 없다'는 입장을 취했다. 이에 대해 건축사사무소 오퍼스의 우대성 대표는 문화관광부 장관을 상대로 실시설계비 지급 소송을 제기하였고, 이를 계속 추진했다. 천년의 문 프로젝트 중단 9년 후인 2010년 11월, 대법원의 승소 판결로 설계보상비를 받았다.
이후에 신현웅 웅진재단 이사장을 중심으로 당선된 이은석 교수, 우대성 대표, 그리고 여러 문화계 인사들이 모여 '천년의 문' 건설을 지지하는 그룹인 '천사모'를 설립했다. 천사모는 천년의 문의 영문 별칭이었던 서울링을 바탕으로 seoulring.com 보관됨 2023-03-20 - 웨이백 머신 웹사이트를 만들고, 기념 엽서와 두 종류의 서울링 홍보 스티커를 제작하는 등, 천년의 문 프로젝트를 현재까지도 홍보하고 있다.

## 천년의 문 재조명

### 서울건축문화제 2019
서울시는 건축을 매개로 한 시민 축제 '서울건축문화제'를 2019년 9월 6일부터 22일까지 문화비축기지에서 열었다. '열린 공간'이라는 주제전에 이은석, 조병수, 김찬중, 장윤규, 백희성, 다섯 명의 건축가들이 초청되어, 그들이 갖고 있는 기존의 작업과 새로운 아이디어를 통해 이 개념을 각자의 방식으로 표현하였다. 이 전시에서 이은석 교수는 하늘보석교회, 애국지사 손양원기념관, 그리고 천년의 문(서울링)을 소개했다. 이은석 교수는 인터뷰에서 많은 건축가들이 공동으로 주목하는 주제가 '열린 공간'이라고 했다. 천년의 문에 대해 그는 "하늘을 표현하는 다양한 개념에서 종종 원형을 사용하는데, 이 원형을 수직으로 세우고 중앙에 공간을 비워두어 다양하고 무한히 변화하는 공간을 제안하였다"고 설명했다. 또한, 천년의 문이라는 프로젝트가 열린 사고, 열린 가치, 열린 공간에 대한 이야기였다고 덧붙였다 (서울건축문화제 2019 이은석 건축가 인터뷰 영상).

### 천년의 문 온라인 밈현상
2021년, '서울에 만드려다가 취소된 랜드마크,' '한국에 지으려다 포기한 건축물' 등의 제목과 다수의 천년의 문 이미지를 가진 게시물들이 인스타그램 등의 소셜미디어에서 대중들의 재주목을 받았다.

### 서울링표절 시비
2023년 3월 8일 서울시는 '서울링 제로 계획'에 대한 언론 브리핑에서 마포구 상암동의 하늘공원에 '서울링 제로'를 설치할 계획이며, 2025년에 건설을 시작할 예정이라고 발표했다. 그러나 건축가 단체인 새건축사협의회는 '서울링'과 '천년의 문'이 개념, 형태, 이름, 심지어 설치 위치까지 비슷함을 지적하며, 저작권을 무시한 불량한 행동이라며 표절이라 주장했다. 이에 대해 서울시는 해명 자료를 통해 '서울링'이 '천년의 문'의 디자인을 표절한 것이 아니며, 두 디자인이 원형이라는 점 외에는 공통점이 없다고 밝혔다. 특히 곤돌라의 수와 회전 방식, 그리고 기능이 다르다고 강조했다. 또한, '서울링'의 아이디어는 오세훈 시장이 제안한 것이라고 명시했다.
천년의 문 설계공모에서 공동 당선한 이은석 교수는 2022년에 서울시에 '서울링 구현을 위한 5가지 디자인 과제'를 제출했다고 밝혔고, 서울링이 성공하기 위해서는 일반적인 관람차가 아니어야 한다는 견해도 전달했다고 했다. 또한, 이 교수는 서울시와 오세훈 시장이 디자인과 저작권 문제를 진지하게 받아들여야 한다고 강조했다. 그는 디자인 저작권 문제만 해결되면, 자신의 노하우를 공유하여 서울링의 성공적인 완성을 지원하고 싶다고 밝혔다. 그는 건축가의 윤리와 역할은 프로젝트를 망치는 것이 아니라 성공적으로 잘 완성하는 것이라고 설명했다.
그 후, 건축계에서는 서울시와 오세훈 시장에 대한 비판이 점차 확산되었다. 새건축사협의회에 이어 대한건축사협회도 비판 성명을 발표하였고, 유명 건축 정보 포털인 C3KOREA에서도 서울링 표절 논란을 다루었다. 젊은 건축가들, 건축학과 교수들, 건축계의 원로들까지도 서울링의 디자인 표절에 대한 비판을 계속해나갔다.
2023년 5월 11일, 오세훈 시장은 제27차 전국여성건축사대회에서 건축계에서 이슈가 되고 있는 서울링 표절 문제에 대해, 평범한 관람차를 만들고 싶지 않아서 자신이 아이디어를 제시했으며, 천년의 문 설계팀에게 조언을 얻어 서울링의 기본 개념만을 설정했다고 설명했다. 또한, 천년의 문의 설계자에게 합류를 제안했지만 거절당했다고 주장했다.